# Bommarito Automotive Group 500 2021
De Bommarito Automotive Group 500 2021 was een motorrace gehouden op 21 augustus 2021 op de World Wide Technology Raceway. Het was de 13e ronde van de IndyCar Series 2021. Josef Newgarden van Team Penske won zijn tweede race van het seizoen, voor Arrow McLaren SP-coureur Patricio O'Ward als tweede en polesitter Will Power als derde.

## Achtergrond
IndyCar gebruikte alleen de zaterdag van het tweedaagse evenement, met NASCAR Truck Series-races op vrijdag en IndyCar op zaterdag, beginnend om 12 uur 's middags en eindigend in de nacht van 21 augustus 2021. Het werd gehouden een week na de Big Machine Spiked Coolers Grand Prix op Indianapolis en drie weken voor de Grand Prix van Portland. Het was de laatste ovalrace van het seizoen 2021.
Josef Newgarden was de vorige winnaar, nadat hij de tweede race in de double-header van 2020 had gewonnen.

### Kampioenschapsstand vóór de race
Álex Palou bleef bovenaan het klassement staan met 21 punten voorsprong op Patricio O'Ward, ondanks zijn sombere 27e plaats in de Big Machine Spiked Coolers Grand Prix. O'Ward, die in die race als vijfde eindigde, steeg naar de tweede plaats, terwijl Scott Dixon werd gedegradeerd naar de derde plaats, boven Josef Newgarden als vierde en Marcus Ericsson als vijfde.

## Inschrijvingen
24 coureurs deden mee aan de race. IndyCar-rookie Jimmie Johnson werd vervangen door Tony Kanaan, die bij het team had getekend om in plaats van Johnson deel te nemen aan de oval-races van het seizoen. Ed Carpenter keerde terug om de No. 20 te besturen in een soortgelijke deal, ter vervanging van Conor Daly, die de No. 59 Carlin ging besturen.
Rookie Romain Grosjean nam deel aan zijn eerste ovalrace, nadat hij aanvankelijk alleen bij Dale Coyne Racing had getekend om op weg- en straatcircuits te racen.
W = eerdere winnaar
R = rookie
| No.   | Coureur            | Team                                    | Motor     |
| ----- | ------------------ | --------------------------------------- | --------- |
| 2     | Josef Newgarden W  | Team Penske                             | Chevrolet |
| 3     | Scott McLaughlin R | Team Penske                             | Chevrolet |
| 4     | Dalton Kellett     | A. J. Foyt Enterprises                  | Chevrolet |
| 5     | Patricio O'Ward    | Arrow McLaren SP                        | Chevrolet |
| 7     | Felix Rosenqvist   | Arrow McLaren SP                        | Chevrolet |
| 8     | Marcus Ericsson    | Chip Ganassi Racing                     | Honda     |
| 9     | Scott Dixon W      | Chip Ganassi Racing                     | Honda     |
| 10    | Álex Palou         | Chip Ganassi Racing                     | Honda     |
| 12    | Will Power W       | Team Penske                             | Chevrolet |
| 14    | Sébastien Bourdais | A. J. Foyt Enterprises                  | Chevrolet |
| 15    | Graham Rahal       | Rahal Letterman Lanigan Racing          | Honda     |
| 18    | Ed Jones           | Dale Coyne Racing with Vasser-Sullivan  | Honda     |
| 20    | Ed Carpenter       | Ed Carpenter Racing                     | Chevrolet |
| 21    | Rinus Veekay       | Ed Carpenter Racing                     | Chevrolet |
| 22    | Simon Pagenaud     | Team Penske                             | Chevrolet |
| 26    | Colton Herta       | Andretti Autosport with Curb-Agajanian  | Honda     |
| 27    | Alexander Rossi    | Andretti Autosport                      | Honda     |
| 28    | Ryan Hunter-Reay   | Andretti Autosport                      | Honda     |
| 29    | James Hinchcliffe  | Andretti Steinbrenner Autosport         | Honda     |
| 30    | Takuma Sato W      | Rahal Letterman Lanigan Racing          | Honda     |
| 48    | Tony Kanaan        | Chip Ganassi Racing                     | Honda     |
| 51    | Romain Grosjean R  | Dale Coyne Racing with Rick Ware Racing | Honda     |
| 59    | Conor Daly         | Carlin                                  | Chevrolet |
| 60    | Jack Harvey        | Meyer Shank Racing                      | Honda     |
| Bron: |                    |                                         |           |

## Classificatie

### Training
De training vond plaats om 13:15 ET en eindigde met Josef Newgarden aan het hoofd, met een rondetijd van 00:25.1715.
| Pos.  | No. | Coureur            | Team               | Motor     | Tijd       |
| ----- | --- | ------------------ | ------------------ | --------- | ---------- |
| 1     | 2   | Josef Newgarden W  | Team Penske        | Chevrolet | 00:25.1715 |
| 2     | 3   | Scott McLaughlin R | Team Penske        | Chevrolet | 00:25.3280 |
| 3     | 28  | Ryan Hunter-Reay   | Andretti Autosport | Honda     | 00:25.3462 |
| Bron: |     |                    |                    |           |            |

### Kwalificatie
De kwalificatie werd gehouden om 17:00 ET. Elke coureur reed twee ronden in de sessie. De posities werden vervolgens bepaald op basis van de totale tijd van die twee ronden.
Will Power won de poleposition, met een totale tijd van 00:49.8289.
| Pos.  | No. | Coureur            | Team                                    | Motor     | Ronde 1    | Ronde 2    | Totale tijd | Grid |
| ----- | --- | ------------------ | --------------------------------------- | --------- | ---------- | ---------- | ----------- | ---- |
| 1     | 12  | Will Power W       | Team Penske                             | Chevrolet | 00:24.9781 | 00:24.8508 | 00:49.8289  | 1    |
| 2     | 26  | Colton Herta       | Andretti Autosport with Curb-Agajanian  | Honda     | 00:24.9231 | 00:24.9306 | 00:49.8537  | 2    |
| 3     | 2   | Josef Newgarden W  | Team Penske                             | Chevrolet | 00:25.0090 | 00:24.8499 | 00:49.8589  | 3    |
| 4     | 22  | Simon Pagenaud     | Team Penske                             | Chevrolet | 00:24.9417 | 00:24.9564 | 00:49.8981  | 4    |
| 5     | 5   | Patricio O'Ward    | Arrow McLaren SP                        | Chevrolet | 00:25.0855 | 00:24.9441 | 00:50.0296  | 5    |
| 6     | 8   | Marcus Ericsson    | Chip Ganassi Racing                     | Honda     | 00:24.9860 | 00:25.0589 | 00:50.0449  | 6    |
| 7     | 27  | Alexander Rossi    | Andretti Autosport                      | Honda     | 00:25.0374 | 00:25.0771 | 00:50.1145  | 7    |
| 8     | 9   | Scott Dixon W      | Chip Ganassi Racing                     | Honda     | 00:25.1274 | 00:25.0153 | 00:50.1427  | 8    |
| 9     | 15  | Graham Rahal       | Rahal Letterman Lanigan Racing          | Honda     | 00:25.2118 | 00:25.0674 | 00:50.2792  | 9    |
| 10    | 7   | Felix Rosenqvist   | Arrow McLaren SP                        | Chevrolet | 00:25.1950 | 00:25.1046 | 00:50.2996  | 10   |
| 11    | 3   | Scott McLaughlin R | Team Penske                             | Chevrolet | 00:25.2894 | 00:25.0142 | 00:50.3036  | 11   |
| 12    | 10  | Álex Palou         | Chip Ganassi Racing                     | Honda     | 00:25.1824 | 00:25.2156 | 00:50.3980  | 21*1 |
| 13    | 18  | Ed Jones           | Dale Coyne Racing with Vasser-Sullivan  | Honda     | 00:25.2896 | 00:25.1644 | 00:50.4540  | 12   |
| 14    | 28  | Ryan Hunter-Reay   | Andretti Autosport                      | Honda     | 00:25.2011 | 00:25.2594 | 00:50.4605  | 13   |
| 15    | 51  | Romain Grosjean R  | Dale Coyne Racing with Rick Ware Racing | Honda     | 00:25.1837 | 00:25.3157 | 00:50.4994  | 14   |
| 16    | 60  | Jack Harvey        | Meyer Shank Racing                      | Honda     | 00:25.2600 | 00:25.2763 | 00:50.5363  | 15   |
| 17    | 30  | Takuma Sato W      | Rahal Letterman Lanigan Racing          | Honda     | 00:25.2740 | 00:25.3232 | 00:50.5972  | 16   |
| 18    | 48  | Tony Kanaan        | Chip Ganassi Racing                     | Honda     | 00:25.3680 | 00:25.4282 | 00:50.7962  | 17   |
| 19    | 14  | Sébastien Bourdais | A. J. Foyt Enterprises                  | Chevrolet | 00:25.4218 | 00:25.4606 | 00:50.8824  | 18   |
| 20    | 29  | James Hinchcliffe  | Andretti Steinbrenner Autosport         | Honda     | 00:25.4631 | 00:25.4338 | 00:50.8969  | 19   |
| 21    | 59  | Conor Daly         | Carlin                                  | Chevrolet | 00:25.4926 | 00:25.4854 | 00:50.9780  | 20   |
| 22    | 20  | Ed Carpenter       | Ed Carpenter Racing                     | Chevrolet | 00:25.5659 | 00:25.4951 | 00:51.0610  | 22   |
| 23    | 21  | Rinus Veekay       | Ed Carpenter Racing                     | Chevrolet | 00:25.5544 | 00:25.5189 | 00:51.0733  | 23   |
| 24    | 4   | Dalton Kellett     | A. J. Foyt Enterprises                  | Chevrolet | 00:25.8140 | 00:25.6724 | 00:51.4864  | 24   |
| Bron: |     |                    |                                         |           |            |            |             |      |

*1 - Álex Palou kreeg een gridstraf van negen plaatsen vanwege een niet goedgekeurde motorwissel. Hij startte de race als 21e.

### Race
De race begon om 20:00 ET. De start, geleid door Team Penske's Will Power, verliep zonder incidenten. In ronde 2 werd Power ingehaald door Colton Herta, die de leiding van de race overnam. In de volgende ronde werd een gele vlag uitgeroepen, toen Graham Rahal en Ed Jones in bocht 2 met elkaar in contact kwamen, waardoor beide coureurs in de muur belandden. Beide coureurs trokken zich terug uit de race en werden respectievelijk als een-na-laatste en laatste geklasseerd. De gele vlag duurde 12 ronden. Toen de race na de gele vlag in ronde 15 weer werd hervat, kwamen teamgenoten Josef Newgarden en Simon Pagenaud met elkaar in aanraking, waardoor de rechterkant van Pagenaud's voorvleugel beschadigd raakte. Een lichtstoring veroorzaakte de derde gele vlag van de dag in ronde 21, die vier ronden duurde.
In ronde 54 spinde Ed Carpenter en viel uit in bocht 4, wat de vierde gele vlag van de race veroorzaakte, die tot ronde 63 zou duren. Sébastien Bourdais nam de leiding van de race over, toen de voorste drie gingen pitten. Herta verloor de effectieve leiding van de race aan Newgarden, die als eerste de pitstraat uitkwam. In ronde 65 werd een nieuwe gele vlag afgekondigd, toen Rinus VeeKay in bocht 1 tegen Álex Palou botste, die vervolgens de achterkant van de auto van teamgenoot Scott Dixon raakte, waardoor de drie in de muur belandden. De race werd hervat met Newgarden aan de leiding, nadat Bourdais zijn pitstop had gemaakt.
In ronde 139 haalde Herta Newgarden in voor de leiding, maar verloor die toen hij in ronde 185 een pitstop maakte. Herta trok zich terug uit de race omdat zijn aandrijfas brak tijdens de pitstop. In ronde 200 raakte Alexander Rossi de muur in bocht 2 tijdens zijn uitloopronde na zijn laatste pitstop, waardoor zijn race eindigde en de zesde en laatste gele vlag van de race ontstond, die negen ronden duurde. Felix Rosenqvist kreeg in ronde 211 een mechanisch defect, waardoor hij de race moest staken.
Josef Newgarden won de race, met een halve seconde voorsprong op Arrow McLaren SP's Patricio O'Ward als tweede. Polesitter Will Power eindigde als derde.
| Pos.                                                                                 | No. | Coureur            | Team                                    | Motor     | Rondes | Tijd         | Pit stops | Grid | Geleide ronden | Pts. |
| ------------------------------------------------------------------------------------ | --- | ------------------ | --------------------------------------- | --------- | ------ | ------------ | --------- | ---- | -------------- | ---- |
| 1                                                                                    | 2   | Josef Newgarden W  | Team Penske                             | Chevrolet | 260    | 2:24:10.9404 | 3         | 3    | 138            | 53   |
| 2                                                                                    | 5   | Patricio O'Ward    | Arrow McLaren SP                        | Chevrolet | 260    | +0.5397      | 3         | 5    | 1              | 41   |
| 3                                                                                    | 12  | Will Power W       | Team Penske                             | Chevrolet | 260    | +5.8660      | 3         | 1    | 1              | 37   |
| 4                                                                                    | 3   | Scott McLaughlin R | Team Penske                             | Chevrolet | 260    | +6.6620      | 3         | 11   |                | 32   |
| 5                                                                                    | 14  | Sébastien Bourdais | A. J. Foyt Enterprises                  | Chevrolet | 260    | +8.9566      | 2         | 18   | 18             | 31   |
| 6                                                                                    | 30  | Takuma Sato W      | Rahal Letterman Lanigan Racing          | Honda     | 260    | +8.2618      | 4         | 16   |                | 28   |
| 7                                                                                    | 28  | Ryan Hunter-Reay   | Andretti Autosport                      | Honda     | 260    | +14.0259     | 4         | 13   |                | 26   |
| 8                                                                                    | 22  | Simon Pagenaud     | Team Penske                             | Chevrolet | 260    | +15.5421     | 6         | 4    | 1              | 25   |
| 9                                                                                    | 8   | Marcus Ericsson    | Chip Ganassi Racing                     | Honda     | 260    | +18.7676     | 3         | 6    |                | 22   |
| 10                                                                                   | 60  | Jack Harvey        | Meyer Shank Racing                      | Honda     | 260    | +20.1207     | 3         | 15   |                | 20   |
| 11                                                                                   | 59  | Conor Daly         | Carlin                                  | Chevrolet | 260    | +22.1036     | 4         | 20   |                | 19   |
| 12                                                                                   | 4   | Dalton Kellett     | A. J. Foyt Enterprises                  | Chevrolet | 260    | +24.5581     | 5         | 24   |                | 18   |
| 13                                                                                   | 48  | Tony Kanaan        | Chip Ganassi Racing                     | Honda     | 260    | +26.8367     | 4         | 17   |                | 17   |
| 14                                                                                   | 51  | Romain Grosjean R  | Dale Coyne Racing with Rick Ware Racing | Honda     | 259    | +1 ronde     | 4         | 14   |                | 16   |
| 15                                                                                   | 29  | James Hinchcliffe  | Andretti Steinbrenner Autosport         | Honda     | 243    | +17 rondes   | 7         | 19   |                | 15   |
| 16                                                                                   | 7   | Felix Rosenqvist   | Arrow McLaren SP                        | Chevrolet | 211    | Mechanisch   | 4         | 10   |                | 14   |
| 17                                                                                   | 27  | Alexander Rossi    | Andretti Autosport                      | Honda     | 200    | Contact      | 3         | 7    |                | 13   |
| 18                                                                                   | 26  | Colton Herta       | Andretti Autosport with Curb-Agajanian  | Honda     | 185    | Mechanisch   | 3         | 2    | 101            | 13   |
| 19                                                                                   | 9   | Scott Dixon W      | Chip Ganassi Racing                     | Honda     | 100    | Contact      | 2         | 8    |                | 11   |
| 20                                                                                   | 10  | Álex Palou         | Chip Ganassi Racing                     | Honda     | 64     | Contact      | 1         | 21   |                | 10   |
| 21                                                                                   | 21  | Rinus Veekay       | Ed Carpenter Racing                     | Chevrolet | 64     | Contact      | 1         | 23   |                | 9    |
| 22                                                                                   | 20  | Ed Carpenter       | Ed Carpenter Racing                     | Chevrolet | 54     | Contact      | 2         | 22   |                | 8    |
| 23                                                                                   | 15  | Graham Rahal       | Rahal Letterman Lanigan Racing          | Honda     | 4      | Contact      | 1         | 9    |                | 7    |
| 24                                                                                   | 18  | Ed Jones           | Dale Coyne Racing with Vasser-Sullivan  | Honda     | 2      | Contact      | 0         | 12   |                | 6    |
| Snelste ronde: Takuma Sato (Rahal Letterman Lanigan Racing) – 00:25.7998 (ronde 195) |     |                    |                                         |           |        |              |           |      |                |      |
| Bron:                                                                                |     |                    |                                         |           |        |              |           |      |                |      |

## Tussenstanden kampioenschap
Patricio O'Ward nam de leiding in het kampioenschap over na zijn tweede plaats, met Álex Palou die naar de tweede plaats zakte, boven racewinnaar Josef Newgarden, die naar de derde plaats steeg boven Scott Dixon, die naar de vierde plaats werd gedegradeerd.
| Pos. | Coureur         | Punten |
| ---- | --------------- | ------ |
| 1.   | Patricio O'Ward | 435    |
| 2.   | Álex Palou      | 425    |
| 3.   | Josef Newgarden | 413    |
| 4.   | Scott Dixon     | 392    |
| 5.   | Marcus Ericsson | 275    |

| Pos. | Team      | Punten |
| 1.   | Honda     | 1092   |
| 2.   | Chevrolet | 1057   |